# Madrid Open 1997
Il Madrid Open 1997 è stato un torneo di tennis giocato sulla terra rossa. È stata la 2ª edizione del torneo, che fa parte della categoria Tier III nell'ambito del WTA Tour 1997. Si è giocato a Madrid in Spagna, dal 19 al 24 maggio 1997.

## Campionesse

### Singolare
Jana Novotná ha battuto in finale  Monica Seles con il punteggio di 7–5, 6–1

### Doppio
Mary Joe Fernández /  Arantxa Sánchez Vicario hanno battuto in finale  Inés Gorrochategui /  Irina Spîrlea con il punteggio di 6–3, 6–2